# Amir Hossein Sadeqi
Amir Hossein Sadeqi, né le 6 septembre 1981 à Téhéran, est un footballeur iranien. Il joue au poste de défenseur.

## Carrière

### En club
- 1997-2008 : Esteghlal Teheran -  Iran
- 2008-2009 : Mes Kerman -  Iran
- 2009- : Esteghlal Teheran -  Iran

### En équipe nationale
Il obtint sa première cape le 2 février 2005. 
Sadeqi participe à la coupe du monde 2006 avec l'équipe d'Iran.

## Palmarès
- 20 sélections en équipe nationale depuis 2005
- Champion d'Iran en 2006